# 陳家麒
陳家麒（英語：Chan Ka Ki，1979年4月25日—），香港足球運動員，生於香港，司職守門員，持有亞洲足協C級足球教練牌照及亞洲足協守門員教練牌照，現擔任香港超級聯賽球隊和富大埔龍門教練。

## 球員生涯
陳家麒出身於香港體育學院。
1997年，陳家麒加盟二合展開職業球員生涯，於對五一七的比賽首次在甲組亮相。
2000年，陳家麒曾受蘇超球會登地聯賞識，並且派人與他接洽。陳家麒答應前往英國蘇格蘭聖美倫試腳，而且成功。可惜薪酬相比於在香港更低，生活非常刻苦，幾經考慮，最後惋拒好意回港。
2001年，二合宣佈退出聯賽，陳家麒遂轉投南華。
惟只效力了一季，2002年，陳家麒再轉會加盟晨曦，效力7年後於2009年夏天約滿被棄用，遂轉會至香港丙組(地區)聯賽球隊深水埗，並協助球隊三季內升上甲組。
2011至2012年球季結束後，在深水埗降班乙組的情況下，陳家麒宣佈退役。
2011年3月，陳家麒正式開始於聖若瑟書院任教體育。
2012–13年賽季起，陳家麒加盟大埔教練團，出任守門員教練。
2013–14年賽季，大埔降級至乙組聯賽，陳家麒重返球場兼任守門員。
2014–15年賽季，大埔重返頂級聯賽香港超級聯賽，陳家麒繼續兼任守門員。
2015年4月18日，陳家麒首度於香港超級聯賽上陣對賽黃大仙，在比賽末段救出陳卓光的頭槌及辛祖的罰球，助大埔以3–1，在第十四輪取得超級聯賽首勝。

## 私人生活
陳家麒於兒時曾就讀於大埔區的林村公立黃福鑾紀念學校，中學階段曾就讀香港島傳統名校聖若瑟書院。
2006年起，陳家麒就讀於香港教育學院運動教練與管理學副學士及體育教育學士課程，並於2012年畢業後，繼續留在教院任教運動教練與管理學副學士課程。
2018年9月起，擔任聖公會主愛小學體育老師。
2021年9月起，擔任慈幼學校體育科及常識科老師。
2O23年3月1日(星期三)陳家麒已辭職、準備全家人移民外國。

## 個人榮譽
- 香港足球明星選舉最佳十一人 一次 (1999–2000)
- 香港足球明星選舉最佳年青球員 兩次 (1998–99, 1999–2000)

## 外部連結
- 足球總會網頁球員註冊資料 （页面存档备份，存于）